# Hundehoved (roman)
 For alternative betydninger, se Hundehoved. (Se også artikler, som begynder med Hundehoved)
Hundehoved er en roman af den danske forfatter Morten Ramsland udgivet på Rosinante & Co i 2005.
| Bog | Spire Denne artikel om bøger og tidsskrifter er en spire som bør udbygges. Du er velkommen til at hjælpe Wikipedia ved at udvide den. |